# Амин, Бассем
Ба́ссем Ами́н (араб. باسم امين‎; род. 9 сентября 1988, Танта) — египетский шахматист, гроссмейстер (2006). В составе сборной Египта — участник пяти шахматных олимпиад ФИДЕ (2008—2016).